# Lee Dixon
Lee Michael Dixon (Manchester, 17 marzo 1964) è un ex calciatore inglese, di ruolo difensore.

## Carriera

### Club
Ha giocato quattordici anni nell'Arsenal, fino al suo ritiro avvenuto nel 2002. Con questa squadra ha vinto numerosi trofei nazionali più la Coppa delle Coppe 1993-1994, conquistata ai danni del Parma.

### Nazionale
Con la sua Nazionale inglese disputò alcune partite di qualificazione per Euro '92 e per i Mondiali statunitensi, collezionando in totale 22 gettoni con la casacca inglese, ritirandosi dalla Nazionale nel 1999.

## Statistiche

### Presenze e reti nei club
| Stagione            | Squadra             | Campionato          | Campionato | Campionato | Coppe nazionali | Coppe nazionali | Coppe nazionali | Coppe continentali | Coppe continentali | Coppe continentali | Altre coppe | Altre coppe | Altre coppe | Totale | Totale |
| Stagione            | Squadra             | Comp                | Pres       | Reti       | Comp            | Pres            | Reti            | Comp               | Pres               | Reti               | Comp        | Pres        | Reti        | Pres   | Reti   |
| ------------------- | ------------------- | ------------------- | ---------- | ---------- | --------------- | --------------- | --------------- | ------------------ | ------------------ | ------------------ | ----------- | ----------- | ----------- | ------ | ------ |
| 1982-1983           | Burnley             | SD                  | 3          | 0          | FACup+CdL       | 0+0             | 0               | -                  | -                  | -                  | -           | -           | -           | 3      | 0      |
| ago. 1983           | Burnley             | TD                  | 1          | 0          | FACup+CdL       | 0+1             | 0               | -                  | -                  | -                  | -           | -           | -           | 2      | 0      |
| Totale Burnley      | Totale Burnley      | Totale Burnley      | 4          | 0          |                 | 1               | 0               |                    | -                  | -                  |             | -           | -           | 5      | 0      |
| 1983-1984           | Chester City        | FoD                 | 16         | 1          | FACup+CdL       | 0+0             | 0               | -                  | -                  | -                  | FLT         | 2           | 0           | 18     | 1      |
| 1984-1985           | Chester City        | FoD                 | 41         | 0          | FACup+CdL       | 1+2             | 0               | -                  | -                  | -                  | FLT         | 1           | 0           | 45     | 0      |
| Totale Chester City | Totale Chester City | Totale Chester City | 57         | 1          |                 | 3               | 0               |                    | -                  | -                  |             | 3           | 0           | 63     | 1      |
| 1985-1986           | Bury                | TD                  | 45         | 6          | FACup+CdL       | 8+4             | 1+0             | -                  | -                  | -                  | FLT         | 1           | 0           | 58     | 7      |
| 1986-1987           | Stoke City          | SD                  | 42         | 3          | FACup+CdL       | 5+2             | 0+0             | -                  | -                  | -                  | FmC         | 1           | 0           | 50     | 3      |
| 1987-gen. 1988      | Stoke City          | SD                  | 29         | 2          | FACup+CdL       | 2+4             | 0               | -                  | -                  | -                  | FmC         | 3           | 0           | 38     | 2      |
| Totale Stoke City   | Totale Stoke City   | Totale Stoke City   | 71         | 5          |                 | 13              | 0               |                    | -                  | -                  |             | 4           | 0           | 88     | 5      |
| gen.-giu. 1988      | Arsenal             | FD                  | 6          | 0          | FACup+CdL       | -               | -               | -                  | -                  | -                  | -           | -           | -           | 6      | 0      |
| 1988-1989           | Arsenal             | FD                  | 33         | 1          | FACup+CdL       | 1+5             | 0               | -                  | -                  | -                  | MmT         | 2           | 0           | 41     | 1      |
| 1989-1990           | Arsenal             | FD                  | 38         | 5          | FACup+CdL       | 3+4             | 0               | -                  | -                  | -                  | CS          | 1           | 0           | 46     | 5      |
| 1990-1991           | Arsenal             | FD                  | 38         | 5          | FACup+CdL       | 8+4             | 1+0             | -                  | -                  | -                  | -           | -           | -           | 50     | 6      |
| 1991-1992           | Arsenal             | FD                  | 38         | 4          | FACup+CdL       | 1+3             | 0               | CC                 | 4                  | 0                  | CS          | 1           | 0           | 47     | 4      |
| 1992-1993           | Arsenal             | PL                  | 29         | 0          | FACup+CdL       | 8+7             | 0               | -                  | -                  | -                  | -           | -           | -           | 44     | 0      |
| 1993-1994           | Arsenal             | PL                  | 33         | 0          | FACup+CdL       | 3+4             | 0               | CdC                | 8                  | 0                  | CS          | 1           | 0           | 49     | 0      |
| 1994-1995           | Arsenal             | PL                  | 39         | 1          | FACup+CdL       | 2+5             | 0               | CdC                | 9                  | 0                  | SU          | 2           | 0           | 57     | 1      |
| 1995-1996           | Arsenal             | PL                  | 38         | 2          | FACup+CdL       | 2+7             | 0               | -                  | -                  | -                  | -           | -           | -           | 47     | 2      |
| 1996-1997           | Arsenal             | PL                  | 32         | 2          | FACup+CdL       | 1+3             | 0               | CU                 | 1                  | 0                  | -           | -           | -           | 37     | 2      |
| 1997-1998           | Arsenal             | PL                  | 28         | 0          | FACup+CdL       | 7+3             | 0               | CU                 | 2                  | 0                  | -           | -           | -           | 40     | 0      |
| 1998-1999           | Arsenal             | PL                  | 36         | 0          | FACup+CdL       | 5+0             | 0               | UCL                | 5                  | 0                  | CS          | 1           | 0           | 47     | 0      |
| 1999-2000           | Arsenal             | PL                  | 28         | 4          | FACup+CdL       | 3+0             | 0               | UCL+CU             | 5+8                | 0+1                | CS          | 1           | 0           | 45     | 5      |
| 2000-2001           | Arsenal             | PL                  | 29         | 1          | FACup+CdL       | 6+0             | 0               | UCL                | 11                 | 1                  | -           | -           | -           | 46     | 2      |
| 2001-2002           | Arsenal             | PL                  | 13         | 0          | FACup+CdL       | 4+0             | 0               | UCL                | 2                  | 0                  | -           | -           | -           | 19     | 0      |
| Totale Arsenal      | Totale Arsenal      | Totale Arsenal      | 458        | 25         |                 | 54+45           | 1+0             |                    | 55                 | 2                  |             | 9           | 0           | 621    | 28     |
| Totale carriera     | Totale carriera     | Totale carriera     | 635        | 37         |                 | 128             | 2               |                    | 55                 | 2                  |             | 17          | 0           | 835    | 41     |

### Cronologia presenze e reti in nazionale
| Cronologia completa delle presenze e delle reti in nazionale ― Inghilterra | Cronologia completa delle presenze e delle reti in nazionale ― Inghilterra | Cronologia completa delle presenze e delle reti in nazionale ― Inghilterra | Cronologia completa delle presenze e delle reti in nazionale ― Inghilterra | Cronologia completa delle presenze e delle reti in nazionale ― Inghilterra | Cronologia completa delle presenze e delle reti in nazionale ― Inghilterra | Cronologia completa delle presenze e delle reti in nazionale ― Inghilterra | Cronologia completa delle presenze e delle reti in nazionale ― Inghilterra |
| Data                                                                       | Città                                                                      | In casa                                                                    | Risultato                                                                  | Ospiti                                                                     | Competizione                                                               | Reti                                                                       | Note                                                                       |
| -------------------------------------------------------------------------- | -------------------------------------------------------------------------- | -------------------------------------------------------------------------- | -------------------------------------------------------------------------- | -------------------------------------------------------------------------- | -------------------------------------------------------------------------- | -------------------------------------------------------------------------- | -------------------------------------------------------------------------- |
| 25-4-1990                                                                  | Londra                                                                     | Inghilterra                                                                | 4 – 2                                                                      | Cecoslovacchia                                                             | Amichevole                                                                 | -                                                                          |                                                                            |
| 12-9-1990                                                                  | Londra                                                                     | Inghilterra                                                                | 1 – 0                                                                      | Ungheria                                                                   | Amichevole                                                                 | -                                                                          |                                                                            |
| 17-10-1990                                                                 | Londra                                                                     | Inghilterra                                                                | 2 – 0                                                                      | Polonia                                                                    | Qual. Euro 1992                                                            | -                                                                          |                                                                            |
| 14-11-1990                                                                 | Dublino                                                                    | Irlanda                                                                    | 1 – 1                                                                      | Inghilterra                                                                | Qual. Euro 1992                                                            | -                                                                          |                                                                            |
| 6-2-1991                                                                   | Londra                                                                     | Inghilterra                                                                | 2 – 0                                                                      | Camerun                                                                    | Amichevole                                                                 | -                                                                          |                                                                            |
| 27-3-1991                                                                  | Londra                                                                     | Inghilterra                                                                | 1 – 1                                                                      | Irlanda                                                                    | Qual. Euro 1992                                                            | 1                                                                          |                                                                            |
| 1-5-1991                                                                   | Smirne                                                                     | Turchia                                                                    | 0 – 1                                                                      | Inghilterra                                                                | Qual. Euro 1992                                                            | -                                                                          |                                                                            |
| 25-5-1991                                                                  | Londra                                                                     | Inghilterra                                                                | 2 – 2                                                                      | Argentina                                                                  | Amichevole                                                                 | -                                                                          |                                                                            |
| 11-9-1991                                                                  | Londra                                                                     | Inghilterra                                                                | 0 – 1                                                                      | Germania                                                                   | Amichevole                                                                 | -                                                                          |                                                                            |
| 16-10-1991                                                                 | Londra                                                                     | Inghilterra                                                                | 1 – 0                                                                      | Turchia                                                                    | Amichevole                                                                 | -                                                                          |                                                                            |
| 13-11-1991                                                                 | Poznań                                                                     | Polonia                                                                    | 1 – 1                                                                      | Inghilterra                                                                | Qual. Euro 1992                                                            | -                                                                          |                                                                            |
| 25-3-1992                                                                  | Praga                                                                      | Cecoslovacchia                                                             | 2 – 2                                                                      | Inghilterra                                                                | Amichevole                                                                 | -                                                                          | 46’                                                                        |
| 9-9-1992                                                                   | Santander                                                                  | Spagna                                                                     | 1 – 0                                                                      | Inghilterra                                                                | Amichevole                                                                 | -                                                                          | 46’                                                                        |
| 14-10-1992                                                                 | Londra                                                                     | Inghilterra                                                                | 1 – 1                                                                      | Norvegia                                                                   | Qual. Mondiali 1994                                                        | -                                                                          | 89’                                                                        |
| 18-11-1992                                                                 | Londra                                                                     | Inghilterra                                                                | 4 – 0                                                                      | Turchia                                                                    | Qual. Mondiali 1994                                                        | -                                                                          |                                                                            |
| 17-2-1993                                                                  | Londra                                                                     | Inghilterra                                                                | 6 – 0                                                                      | San Marino                                                                 | Qual. Mondiali 1994                                                        | -                                                                          |                                                                            |
| 31-3-1993                                                                  | Smirne                                                                     | Turchia                                                                    | 0 – 2                                                                      | Inghilterra                                                                | Qual. Mondiali 1994                                                        | -                                                                          | 46’                                                                        |
| 28-4-1993                                                                  | Londra                                                                     | Inghilterra                                                                | 2 – 2                                                                      | Paesi Bassi                                                                | Qual. Mondiali 1994                                                        | -                                                                          |                                                                            |
| 2-6-1993                                                                   | Oslo                                                                       | Norvegia                                                                   | 2 – 0                                                                      | Inghilterra                                                                | Qual. Mondiali 1994                                                        | -                                                                          |                                                                            |
| 9-6-1993                                                                   | Foxborough                                                                 | Stati Uniti                                                                | 2 – 0                                                                      | Inghilterra                                                                | US Cup 1993                                                                | -                                                                          |                                                                            |
| 17-11-1993                                                                 | Serravalle                                                                 | San Marino                                                                 | 1 – 7                                                                      | Inghilterra                                                                | Qual. Mondiali 1994                                                        | -                                                                          |                                                                            |
| 10-2-1999                                                                  | Londra                                                                     | Inghilterra                                                                | 0 – 2                                                                      | Francia                                                                    | Amichevole                                                                 | -                                                                          | 72’                                                                        |
| Totale                                                                     |                                                                            | Presenze                                                                   | 22                                                                         |                                                                            | Reti                                                                       | 1                                                                          |                                                                            |

## Palmarès

### Club

#### Competizioni nazionali
- Campionato inglese: 4

Arsenal: 1988-1989, 1990-1991, 1997-1998, 2001-2002
- Coppa d'Inghilterra: 3

Arsenal: 1992-1993, 1997-1998, 2001-2002
- Coppa di Lega inglese: 1

Arsenal: 1992-1993
- Charity Shield: 3

Arsenal: 1991, 1998, 1999

#### Competizioni internazionali
- Coppa delle Coppe: 1

1993-1994